# Ludvig Elvenes
Ludvig Elvenes, född 2 oktober 1996 i Malmö, är en svensk ishockeyspelare som spelar för MoDo Hockey i hockeyallsvenskan.
Han är äldre bror till ishockeyspelaren Lucas Elvenes och son till Stefan Elvenes samt brorson till Roger Elvenes och Tord Elvenes, alla före detta professionella ishockeyspelare som under en tid bildade en brödrakedja i Rögle BK.